# Konstanty Jaroszewicz
Konstanty Jaroszewicz, (ur. 25 września 1891 w Starowsi, zm. 28 stycznia 1984 w Virginia Beach, Stany Zjednoczone) – polski misjonarz, ewangelista, prekursor i pionier Kościoła Chrystusowego w Polsce.

## Życiorys
Urodził się na Białostocczyźnie, w zaborze rosyjskim. W 1910 roku wyemigrował do Nowego Jorku, gdzie zetknął się z Ewangelią głoszoną na rogu 1 Avenue i Havston Street przez kaznodzieję Kościoła Chrystusowego Josepha Kesvila. Przyjął chrzest święty w lipcu 1912 roku. Ukończył wyższą uczelnię teologiczną Johnson Bible College w Knoxville w stanie Tennessee. W roku 1916 został ordynowany na kaznodzieję i misjonarza przez założyciela uczelni dr Johnsona. Rozpoczął wraz ze swoją żoną Ksenią pracę misyjną wśród emigrantów pochodzenia słowiańskiego w Nowym Jorku, Baltimore i Chicago.
Pod koniec 1921 roku wraz z żoną powrócił do Polski do rodzinnej Starowsi w celach misyjnych. Z jego intencji powstał w Polsce Kościół Chrystusowy. Małżeństwo Jaroszewiczów ze Starowsi przeprowadziło się najpierw do Brześcia nad Bugiem, a następnie jesienią 1924 roku do Kobrynia, gdzie na zakupionej posesji z dużym domem rok później wybudowano dom modlitwy. Tam też powstało centrum misyjne KCH. Wraz z Jerzym Sacewiczem i Janem Bukowiczem stanowili trzon założycieli Zjednoczenia Kościołów Chrystusowych w Polsce.
Tuż przed okupacją radziecką wyjechał do Białej Podlaskiej podlegającej Niemcom, gdzie został aresztowany przez gestapo. Po 52 dniach jako obywatel amerykański otrzymał zezwolenie na wyjazd do Włoch, skąd udał się do Stanów Zjednoczonych. W roku 1946 został honorowym prezesem i generalnym przedstawicielem ZKCh za granicą. W dniach od 13 do 15 sierpnia 1948 roku podczas XII Zjazdu Zjednoczenia Kościołów Chrystusowych dokonał ordynacji czterdziestu pracowników Kościoła Chrystusowego w Polsce. Polskę odwiedził trzy razy w latach 1946–1948. Niósł pomoc materialną w nabyciu oraz odbudowie centrali KCh w Warszawie przy ul. Puławskiej 114. Wspomagał również akcje charytatywne.
2 maja 1949 roku na wniosek ambasadora Polski w Waszyngtonie otrzymał Krzyż Kawalerski Orderu Polonia Restituta.
Po drugiej jego wizycie w Polsce (listopad 1946) WUBP Olsztyn założył sprawę agenturalnego rozpracowania pod kryptonimem „Fanatyk”, przeciwko kierownictwu Zjednoczenia Kościołów Chrystusowych. 